# Sartana
Sartana es una serie de películas de Spaghetti western que sigue las aventuras del personaje homónimo, un pistolero y apostador que utiliza artilugios mecánicos y poderes aparentemente sobrenaturales para engañar a sus rivales. Sartana es uno de los personajes más célebres del spaghetti western, habiendo aparecido en una veintena de títulos entre los años 60 y 70, contando films oficiales y no oficiales. En el caso de los primeros, fue interpretado por Gianni Garko en cuatro ocasiones y por George Hilton en otra. De manera no oficial, fue interpretado por actores como Fabio Testi, William Berger, Jeff Cameron, Tony Kendall o George Ardisson. Por lo general, las películas en las que aparecía combinaban ciertas dosis de violencia con un tono de comedia ligera.
El nombre "Sartana" se utilizó por primera vez para el personaje de Garko en la película 1000 dollari sul nero (1966), que resultó muy popular en su estreno en Italia y Alemania, lo que llevó a los productores a desarrollar una nueva serie en torno al personaje de Sartana. Garko tomó el control creativo del personaje y le dotó de habilidades únicas para diferenciarlo de otros personajes del spaghetti western, como Django y el Hombre sin Nombre. Si te encuentras con Sartana, reza por tu muerte fue un éxito financiero; aparte de sus cuatro secuelas, inspiró una serie de películas no oficiales realizadas a lo largo de los últimos años de la década de 1960 y los primeros de la de 1970. Las películas no oficiales se parecen muy poco al personaje original y, en ocasiones, ni siquiera tienen un personaje llamado Sartana.

## Características
En las películas oficiales de Sartana, éste es un pistolero y apostador que parece estar dotado de habilidades sobrenaturales que utiliza para engañar a sus rivales. Esto incluye la aparición de Sartana en lugares improbables e incluso físicamente imposibles, como en Sono Sartana, il vostro becchino, cuando Sartana es visto por el banquero Sims a través de una ventana en la distancia, y luego entra repentinamente en la habitación. Según Kevin Grant en su libro Any Gun Can Play, Sartana es de todos los personajes del Spaghetti Western, aquel en que la personalidad y los rasgos de Sartana se mantienen y desarrollan a lo largo las películas oficiales. El historiador y crítico de cine Roberto Curti señaló que Sartana pierde algunos de sus rasgos más amenazantes que aparecen en su primera película, pero sigue conservando su eslogan "Soy el que carga tu féretro". En la segunda película, Curti describió a Sartana como un "mago del Salvaje Oeste" capaz de convertir diversos objetos en armas, desde cucharas hasta la rueda de un carro. En la tercera película de la serie, la apariencia de Sartana cambia, ya que el personaje tiene usa corbatín negro y recurre a menudo a los disfraces. Sartana seguiría recurriendo a sus trucos de ilusionista en la película sacando su pequeña pistola de lugares inesperados, como un sombrero, una bota o una barra de pan. En la cuarta película, Sartana luce bigote y sigue recurriendo a objetos ordinarios como armas de artilugios, como sus cartas afiladas como navajas.
Las tramas de las películas de Sartana giran en su mayoría en torno a alianzas a corto plazo y traiciones entre grupos que intentan conseguir dinero u objetos de valor. Estos actos de duplicidad se producen continuamente entre varios personajes, en términos de Bert Fridlund, de Film International, "produciendo de historias bastante complejas". En lugar de seguir una línea argumental continua, todas las películas de la serie son independientes una de la otra y no requieren el conocimiento de las tramas o los personajes de las películas anteriores. En la primera película, ...se incontri Sartana prega per la tua morte (Si te encuentras con Sartana, reza por tu muerte; 1968), Sartana llega a un pequeño pueblo plagado de corrupción en el que varios delincuentes buscan un cofre de oro y a menudo se traicionan y extorsionan mutuamente para conseguirlo. Sartana les interrumpe continuamente y se hace con él. La segunda película, Sono Sartana, il vostro becchino (Yo soy Sartana, tu ángel de la muerte; 1969), muestra a Sartana como un hombre buscado tras el robo de un banco en el que se le incrimina. Sartana trata de evitar a varios cazarrecompensas que le persiguen mientras desentraña quién está detrás de haberle inculpado. En Ha llegado Sartana (1970), Sartana llega a un pueblo minero donde se ve envuelto en varias traiciones dobles relacionadas con un cargamento de oro robado. A menudo se encuentra con un personaje llamado Sabata, un pistolero vestido de blanco que cita a Shakespeare y Tennyson y que frustra varios de los planes de Sartana. El personaje de Sabata en esta película no es el mismo de la película homónima de 1969, protagonizada por Lee van Cleef. En la cuarta película, Buen funeral amigos... paga Sartana (1970), un propietario de una mina de oro es asesinado, lo que lleva a su hija a llegar al pueblo para reclamar la propiedad. La hija se ve frustrada por varios criminales y por el sheriff del pueblo, que tienen sus ojos puestos en el oro, hasta que Sartana llega para interferir en sus planes. En la última película de la serie oficial, Una nuvola di polvere... un grido di morte... arriva Sartana (1970), Sartana ayuda a limpiar el nombre de Grandville Fuller, a quien asiste en una fuga de la cárcel tras ser acusado de asesinato. Los dos se dirigen a la escena del crimen para desentrañar la situación. En opinión de Curti, esta última película tiene elementos de otros géneros como el giallo, en tanto Sartana es un detective que investiga y resuelve un misterio. Curti también señaló que la película presenta una nivel de ironía casi caricaturesca que solo se había tocado en las anteriores entradas de la serie.
Como curiosidad, el realizador Robert Rodríguez homenajeó años después al personaje en su película Machete. En ella, el personaje de agente de inmigración interpretado por Jessica Alba tenía el nombre de Sartana.

## La serie Sartana
Los principales títulos del Spaghetti Western donde apareció el personaje de Sartana fueron:

| Estreno    | Título español (Título original)                                                                                                | Nacionalidad            | Director            | Sartana         | Resto del reparto |
| ---------- | --- | ----------------------- | ------------------- | --------------- | --- |
| 1966       | Baño de sangre al salir el sol (Mille dollari sul nero)                                                                         | Alemania Italia         | Alberto Cardone     | Gianni Garko    | Anthony Steffen, Erika Blanc, Franco Fantasia, Sieghardt Rupp                                                                     |
| 14/08/1968 | Si te encuentras con Sartana, reza por tu muerte (Se incontri Sartana prega per la tua morte)                                   | Alemania Francia Italia | Gianfranco Parolini | Gianni Garko    | Klaus Kinski, Fernando Sancho, William Berger, Sydney Chaplin                                                                     |
| 15/02/1969 | Llegó Sartana... la sombra de tu muerte (Argentina) (Passa Sartana... è l'ombra della tua morte)                                | Italia                  | Demofilo Fidani     | Jeff Cameron    | |
| 18/04/1969 | Una larga fila de cruces Una lunga fila di croci                                                                                | Italia                  | Sergio Garrone      | William Berger  | Anthony Steffen, Mario Brega, Nicoletta Machiavelli, Mariangela Giordano                                                          |
| 09/11/1969 | ... y cuatro de ellos vienen a matar a Sartana! (...e vennero in quattro per uccidere Sartana!)                                 | Italia                  | Demofilo Fidani     | Jeff Cameron    | Celso Faria, Simonetta Vitelli, Umberto Raho                                                                                      |
| 20/11/1969 | Yo soy Sartana (Argentina)/Yo soy vuestro verdugo(España) (Sono Sartana, il vostro becchino)                                    | Italia                  | Giuliano Carnimeo   | Gianni Garko    | Frank Wolff, EttoreManni, Sal Borghese, Gordon Mitchell, Klaus Kinski                                                             |
| 25/06/1970 | Quel maledetto giorno d'inverno... Django e Sartana all'último sangue                                                           | Italia                  | Demofilo Fidani     | Fabio Testi     | Hunt Powers, Celso Faria, Simonetta Vitelli, Nuria Torray                                                                         |
| 07/08/1970 | Ha llegado Sartana(DVD)/Vende la pistola y cómprate la tumba(España, Cine) (C'è Sartana... vendi la pistola e comprati la bara) | Italia                  | Giuliano Carnimeo   | George Hilton   | Erika Blanc, Piero Lulli, Marco Zuanelli, Armando Calvo                                                                           |
| 15/08/1970 | Sartana en el valle del oro (Sartana nella valle degli avvoltoi)                                                                | Italia                  | Roberto Mauri       | William Berger  | Wayde Preston, Jolanda Modio, Pamela Tudor, Betsy Bell                                                                            |
| 24/12/1970 | Llega Sartana (Una nuvola di polvere... un grido di morte... arriva Sartana)                                                    | España Italia           | Giuliano Carnimeo   | Gianni Garko    | Susan Scott (Nieves Navarro), Massimo Serato, Piero Lulli, Frank Braña, Bruno Corazzari, Dan van Husen, Sal Borghese, Luis Induni |
| 22/02/1971 | Django desafía a Sartana (Django sfida Sartana)                                                                                 | Italia                  | Pasquale Squitieri  | George Ardisson | Tony Kendall, José Torres |
| 19/04/1971 | Buen funeral amigos... paga Sartana (Buon funerale, amigos!... paga Sartana)                                                    | España Italia           | Giuliano Carnimeo   | Gianni Garko    | Daniela Giordano, Helga Liné, Luis Induni, Antonio Vilar                                                                          |